# Mantela
Mantela (Mantella) je rod žab patřící do čeledi mantelovití (Mantellidae). Popsal jej George Albert Boulenger v roce 1882. Mantely žijí na ostrově Madagaskar, většinou obývají deštné pralesy, některé druhy dávají přednost savanám či loukám. Vejce kladou většinou na zem do blízkosti vody. Jsou to většinou denní tvorové.
Mantely jsou malé žáby, dosahují velikosti 15 až 35 mm a mají široké konce prstů. Vzhledem se podobají pralesničkovitým (Dendrobatidae), jsou obyčejně pestře zbarvené, kůže má například žluté, oranžové či modré odstíny. Barva upozorňuje potenciální predátory, že jsou některé druhy z rodu jedovaté; neškodné žáby pak využívají zbarvení jako mimikry a napodobují jedovaté druhy.

## Druhy
- Mantella aurantiaca Mocquard, 1900
- Mantella baroni Boulenger, 1888
- Mantella bernhardi Vences, Glaw, Peyrieras, Böhme & Busse, 1994
- Mantella betsileo (Grandidier, 1872)
- Mantella cowanii Boulenger, 1882
- Mantella crocea Pintak & Böhme, 1990
- Mantella ebenaui Boettger, 1880
- Mantella expectata Busse & Böhme, 1992
- Mantella haraldmeieri Busse, 1981
- Mantella laevigata Methuen & Hewitt, 1913
- Mantella madagascariensis (Grandidier, 1872)
- Mantella manery Vences, Glaw & Böhme, 1999
- Mantella milotympanum Staniszewski, 1996
- Mantella nigricans Guibé, 1978
- Mantella pulchra Parker, 1925
- Mantella viridis Pintak & Böhme, 1988